# HERE WE ARE
『HERE WE ARE』（ヒア・ ウィ・アー）は、1988年2月26日にリリースされたプリンセス プリンセスの2枚目のアルバム。

## 解説
シングルにもなった「MY WILL」は「VICTORIA」のCMソングに、「GO AWAY BOY」は資生堂は1988年夏のキャンペーンソング、また「19 GROWING UP-ode to my buddy-」は後にロッテ「アーモンドチョコボール」のCMソングにそれぞれ起用されている。

## 収録曲
1. 19 GROWING UP -ode to my buddy- [4:17]
作詞：富田京子、作曲：奥居香
  - 4thシングル。1987年にライヴで披露された未完成ヴァージョンは歌詞が一部異なる。

1996年5月31日の解散ライブでは本作から6曲が演奏された（メドレーの曲を含む）。
2. WONDER CASTLE [3:34]
作詞：今野登茂子、作曲：奥居香
  - 4thシングルカップリング曲。
3. MY WILL [4:18]
作詞：今野登茂子、作曲：奥居香
  - 3rdシングル。
  - CMではサビの部分を「My will, alright ヴィクトリア」と歌ったヴァージョンが使われた。
4. FLAME [4:50]
作詞：渡辺敦子、作曲：今野登茂子
5. KEEP ON LOVIN' YOU [4:06]
作詞：渡辺敦子、作曲：奥居香・今野登茂子
  - 3rdシングルカップリング曲。
6. GO AWAY BOY [4:14]
作詞・作曲：中山加奈子
  - 5thシングル。
7. SHE [4:46]
作詞：中山加奈子、作曲：今野登茂子
8. ROMANCIN' BLUE [5:03]
作詞：富田京子、作曲：奥居香
9. 冗談じゃない [3:37]
作詞：今野登茂子、作曲：中山加奈子
10. 恋のペンディング [3:46]
作詞・作曲：奥居香
  - 5thシングルカップリング曲（別バージョンの「Version 2(オリジナルアルバム未収録)」が使われた）。